# Polska droga do wolności (seria monet)
Seria Polska droga do wolności obejmuje złote i srebrne monety kolekcjonerskie oraz obiegowe okolicznościowe o nominale 2 złote ze stopu Nordic Gold. Narodowy Bank Polski zainaugurował tę serię w 1996 roku. Jej celem jest przedstawienie wydarzeń przyczyniających się do obalenia komunizmu oraz potwierdzające przemiany ustrojowe w Polsce.

## Lista monet seriiPolska droga do wolności
Kolekcjonerskie monety złote bite są kruszcu próby 900/1000. Srebrne, dziesięciozłotowe numizmaty powstają ze srebra próby 925. Oba typy monet bite są stemplem lustrzanym. Zarówno awers, jak i rewers monet tych jest zmienny. Stałymi elementami awersu jest orzeł, rok wprowadzenia do obiegu, nominał i napis Rzeczpospolita Polska. Rewers przedstawia jedno z ważnych wydarzeń w historii powojennej Polski.
Awers monet ze stopu CuAl5Zn5Sn1 (Nordic Gold) przedstawia orła, rok wprowadzenia do obiegu, nominał (2 złote) oraz napis Rzeczpospolita Polska. Na rewersie z kolei przedstawione jest wydarzenie przyczyniające się do obalenia komunizmu w Polsce. Monety dwuzłotowe bite są stemplem zwykłym.
| Moneta                                             | Nominał     | Stop        | Średnica | Masa    | Data emisji          | Nakład    | Wizerunek monety |
| -------------------------------------------------- | ----------- | ----------- | -------- | ------- | -------------------- | --------- | ---------------- |
| 40. rocznica wydarzeń poznańskich Czerwiec 1956 r. | 10 złotych  | Ag 925      | 32,00 mm | 16,50 g | 19 czerwca 1996      | 13 050    | awers i rewers   |
| 20–lecie pontyfikatu Jana Pawła II                 | 200 złotych | Au 900      | 27,00 mm | 15,50 g | 14 października 1998 | 5 000     | awers i rewers   |
| 20–lecie pontyfikatu Jana Pawła II                 | 10 złotych  | Ag 925      | 32,00 mm | 14,14 g | 14 października 1998 | 65 000    | awers i rewers   |
| Wstąpienie Polski do NATO                          | 10 złotych  | Ag 925      | 32,00 mm | 14,14 g | 23 czerwca 1999      | 25 000    | awers i rewers   |
| Wstąpienie Polski do NATO                          | 2 złote     | CuAl5Zn5Sn1 | 27,00 mm | 8,15 g  | 23 czerwca 1999      | 450 000   | rewers           |
| 20–lecie powstania Solidarności                    | 200 złotych | Au 900      | 32,00 mm | 23,32 g | 23 sierpnia 2000     | 2 500     | awers i rewers   |
| 20–lecie powstania Solidarności                    | 10 złotych  | Ag 925      | 32,00 mm | 14,14 g | 23 sierpnia 2000     | 40 000    | awers i rewers   |
| 20–lecie powstania Solidarności                    | 2 złote     | CuAl5Zn5Sn1 | 27,00 mm | 8,15 g  | 23 sierpnia 2000     | 750 000   | rewers           |
| 30. rocznica Grudnia ‘70                           | 10 złotych  | Ag 925      | 32,00 mm | 14,14 g | 16 listopada 2000    | 37 000    | awers i rewers   |
| 30. rocznica Grudnia ‘70                           | 2 złote     | CuAl5Zn5Sn1 | 27,00 mm | 8,15 g  | 16 listopada 2000    | 750 000   | rewers           |
| Wstąpienie Polski do Unii Europejskiej             | 200 złotych | Au 900      | 27,00 mm | 15,50 g | 26 kwietnia 2004     | 4 400     | awers i rewers   |
| Wstąpienie Polski do Unii Europejskiej             | 10 złotych  | Ag 925      | 32,00 mm | 14,14 g | 26 kwietnia 2004     | 78 000    | awers i rewers   |
| Wstąpienie Polski do Unii Europejskiej             | 2 złote     | CuAl5Zn5Sn1 | 27,00 mm | 8,15 g  | 26 kwietnia 2004     | 1 000     | rewers           |
| 25–lecie NSZZ „Solidarność”                        | 200 złotych | Au 900      | 27,00 mm | 15,50 g | 17 sierpnia 2005     | 4 600     | awers i rewers   |
| 25–lecie NSZZ „Solidarność”                        | 10 złotych  | Ag 925      | 32,00 mm | 14,14 g | 17 sierpnia 2005     | 64 900    | awers i rewers   |
| 25–lecie NSZZ „Solidarność”                        | 2 złote     | CuAl5Zn5Sn1 | 27,00 mm | 8,15 g  | 17 sierpnia 2005     | 1 000     | rewers           |
| 30. rocznica Czerwca ‘76                           | 10 złotych  | Ag 925      | 32,00 mm | 14,14 g | 21 czerwca 2006      | 56 000    | awers i rewers   |
| 30. rocznica Czerwca ‘76                           | 2 złote     | CuAl5Zn5Sn1 | 27,00 mm | 8,15 g  | 21 czerwca 2006      | 1 000     | rewers           |
| 40. rocznica Marca ’68                             | 10 złotych  | Ag 925      | 32,00 mm | 14,14 g | 3 marca 2008         | 118 000   | awers i rewers   |
| 40. rocznica Marca ’68                             | 2 złote     | CuAl5Zn5Sn1 | 27,00 mm | 8,15 g  | 5 marca 2008         | 1 400 000 | rewers           |
| Wybory 4 czerwca 1989 r.                           | 200 złotych | Au 900      | 27,00 mm | 15,50 g | 3 czerwca 2009       | 10 000    | awers i rewers   |
| Wybory 4 czerwca 1989 r.                           | 25 złotych  | Au 900      | 12,00 mm | 1,00 g  | 3 czerwca 2009       | 40 000    | awers i rewers   |
| Wybory 4 czerwca 1989 r.                           | 10 złotych  | Ag 925      | 32,00 mm | 14,14 g | 3 czerwca 2009       | 100 000   | awers i rewers   |
| Wybory 4 czerwca 1989 r.                           | 2 złote     | CuAl5Zn5Sn1 | 27,00 mm | 8,15 g  | 1 czerwca 2009       | 1 300 000 | rewers           |